# Runcinia oculifrons
Runcinia oculifrons är en spindelart som beskrevs av Embrik Strand 1907. Runcinia oculifrons ingår i släktet Runcinia och familjen krabbspindlar.
Artens utbredningsområde är Madagaskar. Inga underarter finns listade i Catalogue of Life.